# Shinri Ōno
Shinri Ōno (japanisch 大野 榛里 Ōno Shinri; * 26. September 2002 in der Präfektur Shiga) ist ein japanischer Fußballspieler.

## Karriere
Ōno erlernte das Fußballspielen in der Jugendmannschaft von Gamba Osaka. Die U23-Mannschaft des Vereins spielte in der dritten Liga, der J3 League. Bereits als Jugendspieler absolvierte er 15 Drittligaspiele.